# New Astronomy
New Astronomy is een internationaal, aan collegiale toetsing onderworpen wetenschappelijk tijdschrift op het gebied van de astronomie.
Het wordt uitgegeven door Elsevier en verschijnt 8 keer per jaar.
Het eerste nummer verscheen in 1996.